# Zastava srpske nacionalne manjine u Republici Hrvatskoj
Zastava srpske nacionalne manjine u Republici Hrvatskoj službena je narodna zastava pripadnika srpske nacionalne manjine u Republici Hrvatskoj. Odluku o usvajanju zastave donijelo je Srpsko narodno vijeće (SNV) 9. travnja 2005. godine kada nije usvojena i odluka o grbu. Zastava se od ranije (14. studenog 1997.) koristila u  istočnoj Slavoniji na temelju odluke Zajedničkog vijeća općina (ZVO) u završnom razdoblju mandata UNTAES-a. Nasuprot SNV-u, ZVO je usvojio i odluku o grbu srpske nacionalne manjine u Hrvatskoj koji se službeno koristi na istoku zemlje.
Zastava je donekle slična zastavi Srbije ali je drugačijeg omjera (1:2 za razliku od 2:3), ne sadrži grb i drugačijih je nijansi crvene i plave boje.

## Unutarnje poveznice
- Zastava Republike Srpske
- Zastava Srbije
- Srbi u Hrvatskoj